# Afrepipona macrocephala
Afrepipona macrocephala är en stekelart som först beskrevs av Giovanni Gribodo 1894.
Afrepipona macrocephala ingår i släktet Afrepipona och familjen Eumenidae. Inga underarter finns listade i Catalogue of Life.